# Aliá Bet

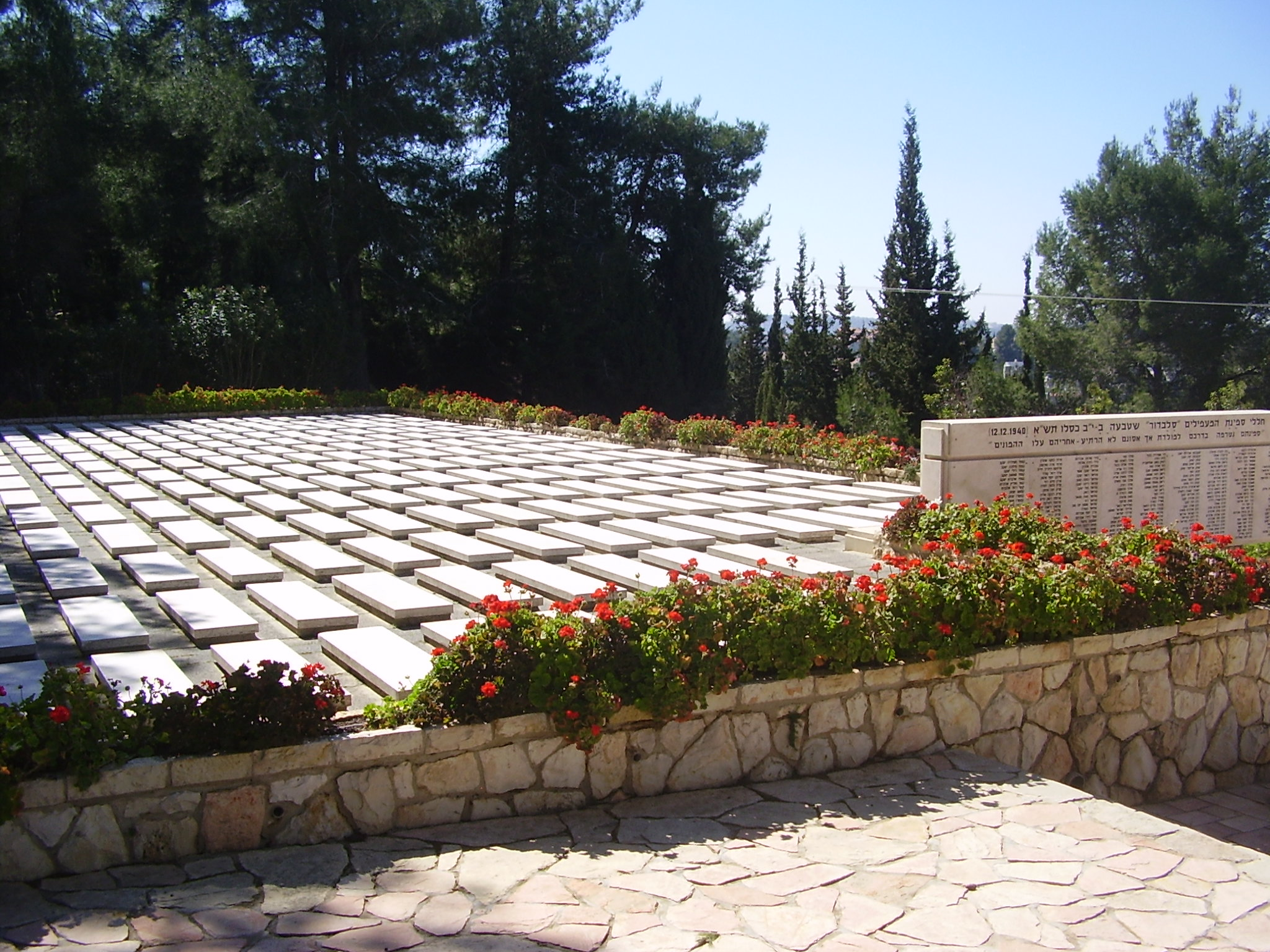
Sepulturas dos 223 passageiros judeus do navio Salvador que se afogaram no mar, durante uma tempestade, em 1940 - Monte Herzl, Jerusalém

Aliá Bet (em hebraico: 'עלייה ב), ou "Aliyah B" (em inglês) (significando Elevação Bet – sendo a segunda letra do alfabeto hebraico, "imigração secundária") foi a imigração ilegal de judeus, a maior parte sobreviventes do holocausto e refugiados da Alemanha nazi,para a Palestina, em violação das restrições britânicas, nos anos de 1934–1948. No moderno Israel também tem sido chamado pelo termo hebraico Ha'apala (em hebraico: ההעפלה).
É distinta da Aliyah Aleph ("Aliá A") (Aleph é a primeira letra do alfabeto hebraico): a imigração judaica limitada permitida pelas autoridades britânicas no mesmo período.